# Brentino Belluno
Brentino Belluno is een gemeente in de Italiaanse provincie Verona (regio Veneto) en telt 1333 inwoners (31-12-2004). De oppervlakte bedraagt 26,5 km², de bevolkingsdichtheid is 50 inwoners per km².
De volgende frazioni maken deel uit van de gemeente: Belluno Veronese, Rivalta, Brentino, Preabocco.

## Demografie
Brentino Belluno telt ongeveer 508 huishoudens. Het aantal inwoners steeg in de periode 1991-2001 met 5,0% volgens cijfers uit de tienjaarlijkse volkstellingen van ISTAT.
| Jaar | Inwoneraantal |
| ---- | ------------- |
| 1991 | 1239          |
| 2001 | 1301          |

## Geografie
De gemeente ligt op ongeveer 137 m boven zeeniveau.
Brentino Belluno grenst aan de volgende gemeenten: Avio (TN), Caprino Veronese, Dolcè, Ferrara di Monte Baldo, Rivoli Veronese.